# District de Jajarkot
Le district de Jajarkot (en népalais : जाजरकोट जिल्ला) est l'un des 77 districts du Népal. Il est rattaché à la province de Karnali. La population du district s'élevait à 170 113 habitants en 2011.

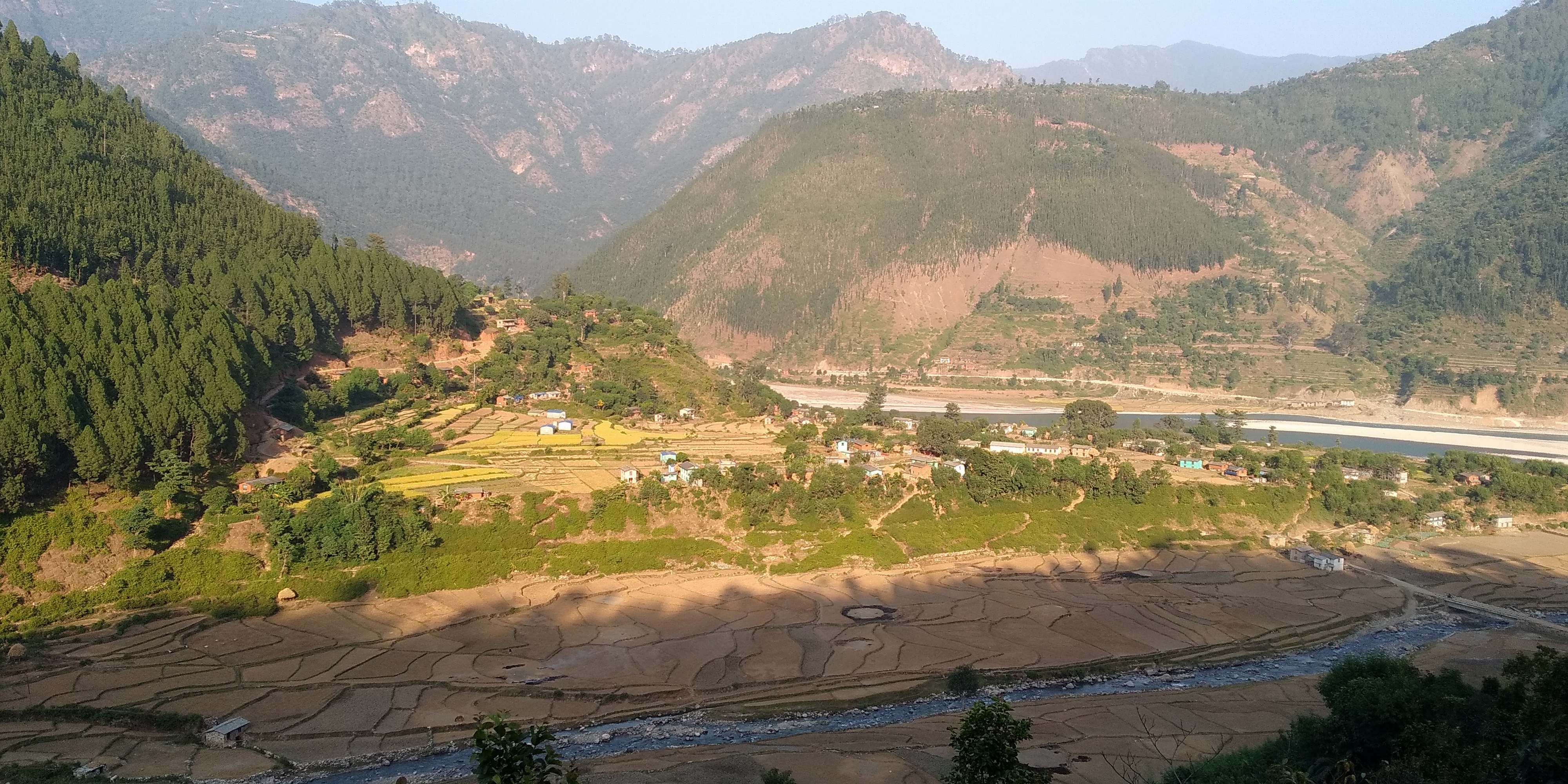
Photos de Kalegaun

## Histoire
Il faisait partie de la zone de Bheri et de la région de développement Moyen-Ouest jusqu'à la réorganisation administrative de 2015 où ces entités ont disparu.

## Subdivisions administratives
Le district de Jajarkot est subdivisé en 7 unités de niveau inférieur dont 3 municipalités et 4 gaunpalikas ou municipalités rurales.
| # | Nom        | Nom en népalais | Type         | Population (2011) | Superficie (km2) |
| - | ---------- | --------------- | ------------ | ----------------- | ---------------- |
| 1 | Bheri      | भेरी              | municipalité | 33 515            | 219,77           |
| 2 | Chhedagad  | छेडागाड            | municipalité | 35 295            | 284,2            |
| 3 | Nalgad     | नलगाडडे           | municipalité | 25 597            | 387,44           |
| 4 | Barekot    | बारेकोट            | gaunpalika   | 18 083            | 577,5            |
| 5 | Kushe      | कुशे              | gaunpalika   | 20 621            | 273,97           |
| 6 | Junichande | जुनीचाँदे            | gaunpalika   | 21 733            | 346,21           |
| 7 | Shivalaya  | शिवालय            | gaunpalika   | 15 269            | 134,26           |